# استوارت بینگام
استوارت بینگام (انگلیسی: Stuart Bingham؛ زادهٔ ۲۱ مهٔ ۱۹۷۶) اسنوکرباز اهل انگلستان و قهرمان مسابقات جهانی ۲۰۱۵ است. او بیش از ۶۰۰ بریک صد (شامل ۹ ماکزیمم بریک) در کارنامه دارد.